# Sussan Ley
Sussan Penelope Ley (nacida Susan Penelope Braybrooks; Kano, 14 de diciembre de 1961) es una política australiana que se desempeña como líder del Partido Liberal y líder de la oposición desde mayo de 2025, siendo la primera mujer en ser elegida para ambos cargos, también es miembro del Parlamento australiano por el distrito de Farrer, Canberra desde 2001. Antes de asumir el liderazgo del partido, fue líder adjunta del Partido Liberal y líder adjunta de la oposición de 2022 a 2025. Previamente, Ley sirvió como ministra del gabinete en los gobiernos de Abbott, Turnbull y Morrison y como secretaria parlamentaria en el último período del gobierno de Howard.
Nacida en Nigeria de padres ingleses, creció en los Emiratos Árabes Unidos e Inglaterra antes de mudarse a Australia cuando era adolescente. Antes de entrar en política, trabajó como piloto comercial, agricultora y funcionaria pública en Albury, Nueva Gales del Sur. Fue elegida para la Cámara de Representantes en las elecciones federales de 2001 en representación de la división regional de Farrer en Nueva Gales del Sur. Cuando era niña, asistió a la escuela secundaria Fairhills.
En los gobiernos de Abbott y Turnbull, Ley ocupó las carteras ministeriales de Ministra Adjunta de Educación (2013-2014), Ministra de Salud (2014-2016), Deportes (2014-2017), Atención a la Tercera Edad (2015-2016) y Salud y Atención a la Tercera Edad (2016-2017). Renunció al ministerio en enero de 2017 luego de una controversia sobre sus reclamos de gastos de viaje, pero regresó en agosto de 2018 cuando Scott Morrison sucedió a Malcolm Turnbull como primer ministro. Posteriormente se desempeñó como Ministra Adjunta de Desarrollo Regional y Territorios (2018-2019) y Ministra de Medio Ambiente antes de la derrota del gobierno en las elecciones federales de 2022. Después de las elecciones federales de 2025, Ley se convirtió en líder interina del Partido Liberal y en mayo de 2025 ganó las elecciones de liderazgo liberal posteriores para convertirse en líder de la coalición y, por lo tanto, líder de la oposición.

## Primeros años y antecedentes
Ley nació el 14 de diciembre de 1961 en Kano, Estado de Kano, Federación de Nigeria. Hija de padres ingleses, su familia se mudó a los Emiratos Árabes Unidos cuando ella tenía un año, donde su padre trabajaba como oficial de inteligencia británico. Ley asistió a un internado en Inglaterra hasta los 13 años, cuando su familia emigró a Australia. Sus padres compraron una granja de recreo en Toowoomba, pero la vendieron rápidamente debido a la caída de los precios de la carne. Luego se mudaron a Canberra, donde su padre trabajaba para la Policía Federal Australiana. Estudió en Campbell High School, Dickson College, La Trobe University, la Universidad de Nueva Gales del Sur y la Universidad Charles Sturt, y tiene maestrías en impuestos y contabilidad. Ella cambió su nombre de Susan a Sussan después de leer sobre numerología. Su abuelo fue ministro de la Iglesia de Inglaterra en Inglaterra.
Cuando Ley tenía 19 años se inscribió en la escuela de vuelo y obtuvo su licencia de piloto comercial cuando tenía 20 años. Trabajó como camarera y limpiadora de grandes almacenes y se formó como controladora aérea, pero no aprobó el examen de ingreso. Se convirtió en piloto comercial y más tarde fue granjera y cocinera de esquiladores. Ley fue Director de Capacitación Técnica en la Oficina de Impuestos de Australia en Albury de 1995 a 2001 antes de ingresar a la política.

## Posiciones políticas
En marzo de 2021, The Sydney Morning Herald afirmó que Ley era miembro de la facción de centroderecha del Partido Liberal. En abril de 2023, The Sydney Morning Herald afirmó que Ley era miembro de la facción moderada del Partido Liberal. En 2025, tras su elección como líder del Partido Liberal, la BBC informó que pertenecía a la facción moderada del partido, y la ABC informó que recibió el apoyo de la facción moderada en las elecciones de liderazgo.
Ley se identifica como feminista.
En 2011, Ley apoyó públicamente la admisión del Estado de Palestina en las Naciones Unidas y se informó que era miembro del grupo multipartidista Amigos Parlamentarios de Palestina. En junio de 2024, Ley criticó la decisión del Partido Laborista de no expulsar a Fatima Payman después de que esta cruzara la línea para expresar su apoyo a Palestina, momento en el que Payman acusó a Israel de cometer genocidio durante la guerra de Gaza y utilizó la frase "Del río al mar, Palestina será libre".
Ley es republicano. En una entrevista de 2022, afirmó: «Los tiempos cambian, y por muy relevante que haya sido la monarquía, por muy elegante que sea, definitivamente no es ni relevante ni elegante para mis hijos [...] y esa opinión está muy extendida».
En mayo de 2018, Ley presentó un proyecto de ley privado para prohibir la exportación de ovejas vivas. En 2023, Ley cambió su postura y manifestó su apoyo a la industria de exportación de ovejas vivas. En 2023, Ley apoyó el voto No en el referéndum de la Voz Indígena Australiana de 2023. Ley ha expresado su apoyo a Elon Musk y, durante las celebraciones del Día de Australia en 2025, fue citado comparando la colonización británica de Australia con la colonización de Marte que Musk pretendía.

## Vida personal
Ley conoció a John Ley mientras realizaba una concentración de ganado en el suroeste de Queensland. Se casaron en 1987, se establecieron en la granja familiar de su marido en el noreste de Victoria y tuvieron tres hijos antes de su divorcio en 2004. Ley tiene varios nietos y reside en la costa central de Nueva Gales del Sur.
Ley vive en Albury y posee propiedades de inversión tanto en Albury como en Gold Coast.
Ley es vegetariana.